# Karel Skopal
Karel Skopal (4. ledna 1940 – duben 2024) byl československý hráč ledního hokeje.

## Klubové statistiky
| Sezona     | Klub                  | Soutěž     | Základní část | Základní část | Základní část | Základní část | Základní část | Play off | Play off | Play off | Play off | Play off |
| Sezona     | Klub                  | Soutěž     | Z             | G             | A             | B             | TM            | Z        | G        | A        | B        | TM       |
| ---------- | --------------------- | ---------- | ------------- | ------------- | ------------- | ------------- | ------------- | -------- | -------- | -------- | -------- | -------- |
| 1957-58    | Rudá hvězda Brno      | TCH        | 0             | 0             | 0             | 0             | —             | —        | —        | —        | —        | —        |
| 1958-59    | Rudá hvězda Brno      | TCH        | 11            | 1             | 2             | 3             | —             | —        | —        | —        | —        | —        |
| 1959-60    | Rudá hvězda Brno      | TCH        | 15            | 0             | 6             | 6             | —             | —        | —        | —        | —        | —        |
| 1960-61    | Rudá hvězda Brno      | TCH        | 32            | 4             | 15            | 19            | —             | —        | —        | —        | —        | —        |
| 1961-62    | Rudá hvězda Brno      | TCH        | 32            | 23            | 14            | 37            | —             | —        | —        | —        | —        | —        |
| 1962-63    | TJ ZKL Brno           | TCH        | 26            | 17            | 13            | 30            | —             | —        | —        | —        | —        | —        |
| 1963-64    | TJ ZKL Brno           | TCH        | 29            | 12            | 11            | 23            | —             | —        | —        | —        | —        | —        |
| 1964-65    | TJ ZKL Brno           | TCH        | 23            | 9             | 9             | 18            | —             | —        | —        | —        | —        | —        |
| 1965-66    | TJ ZKL Brno           | TCH        | 28            | 8             | 5             | 13            | —             | —        | —        | —        | —        | —        |
| 1966-67    | TJ ZKL Brno           | TCH        | 28            | 6             | 3             | 9             | —             | —        | —        | —        | —        | —        |
| 1967-68    | TJ ZKL Brno           | TCH        | 33            | 6             | 9             | 15            | —             | —        | —        | —        | —        | —        |
| 1968-69    | VSŽ Košice            | TCH        | 16            | 3             | 1             | 4             | —             | —        | —        | —        | —        | —        |
| 1969-70    | VSŽ Košice            | TCH        | 23            | 5             | 1             | 6             | —             | —        | —        | —        | —        | —        |
| 1970-71    | TJ Moravia DS Olomouc | TCH-3      | —             | 5             | 0             | 5             | —             | —        | —        | —        | —        | —        |
| 1971-72    | TJ Moravia DS Olomouc | TCH-2      | —             | 6             | 0             | 6             | —             | —        | —        | —        | —        | —        |
| 1972-73    | TJ Moravia DS Olomouc | TCH-2      | —             | 3             | 0             | 3             | —             | —        | —        | —        | —        | —        |
| 1973-74    | TJ Moravia DS Olomouc | TCH-2      | —             | 1             | 0             | 1             | —             | —        | —        | —        | —        | —        |
| TCH celkem | TCH celkem            | TCH celkem | 296           | 94            | 89            | 183           | —             | —        | —        | —        | —        | —        |